# Svenska nyhetsbyrån
SNB Svenska nyhetsbyrån i Stockholm AB (SNB) är en nyhetsbyrå med säte i Stockholm. SNB grundades 1948 av Svenska högerpressens förening, då under namnet Högerpressens nyhetsbyrå. År 1993 ombildades byrån till aktiebolag och fick då sitt nuvarande namn. SNB:s chefredaktör är sedan 2009 Per Selstam.
SNB förser närmare trettio företrädesvis moderata och borgerliga svenska dagstidningar med gemensamt opinionsmaterial, inklusive huvudledare, intervjuer, krönikor och debattexter. År 2009 tog Moderaternas dåvarande partisekreterare Per Schlingmann initiativ till en en utbildning i opinionsjournalistik. Utbildningen drivs under namnet SNB:s skribentskola, och utgör en viktig del av byråns verksamhet.
SNB är formellt sett partipolitiskt obundet, men nära knutet till Moderaterna. SNB ägs av landsortstidningar med moderat/oberoende moderat profil samt av det moderatkontrollerade bolaget Svenska Medialen AB, vilket har sitt ursprung i det tidigare högerpartiets tidningsägande.
SNB:s kontor ligger på Kungsgatan 60 i Stockholm, tillsammans med Svenskt Näringsliv och tanksmedjorna Timbro och Frivärld.